# Mutancsiang
Mutancsiang (egyszerűsített kínai írással: 牡丹江, pinjin: Mǔdānjiāng) prefektúra szintű város Kínában, Hejlungcsiang tartományban. Lakosainak száma 2 290 208 fő (2020).

## Népesség
| 2010 | 2 798 723 |
| 2020 | 2 290 208 |

## Testvérvárosok
- Habarovszk
- Jyväskylä
- Csicsihar